# 耶尔·瓦约
耶尔·瓦约（法語：Yaëlle Hoyaux，1998年2月1日—），法國女子羽毛球運動員。

## 簡歷
2006年，8歲的耶尔·瓦约在塔朗斯內的一所俱樂部打羽毛球，起初只是跟父親玩玩，經過一年的練習後便開始參加比賽。
2014年8月，耶尔·瓦约出戰保加利亞羽毛球公開賽，與小托馬·波波夫合作打進混合雙打比賽四強。

## 主要比賽成績
只列出曾進入準決賽的國際賽事成績：
| 年份   | 賽事                       | 公開賽級別 | 項目     | 搭檔          | 成績   |
| ------ | -------------------------- | ---------- | -------- | ------------- | ------ |
| 2014年 | 保加利亞羽毛球公開賽       | 國際系列賽 | 混合雙打 | 小托馬·波波夫 | 準決賽 |
| 2015年 | 歐洲青年羽毛球錦標賽       | 其他       | 混合團體 | －            | 季軍   |
| 2017年 | 歐洲青年羽毛球錦標賽       | 其他       | 混合團體 | －            | 冠軍   |
| 2018年 | 荷蘭羽毛球國際賽           | 國際系列賽 | 女子單打 | －            | 準決賽 |
| 2018年 | 地中海運動會羽毛球比賽     | 其他       | 女子單打 | －            | 第四名 |
| 2018年 | 愛爾蘭羽毛球公開賽         | 國際系列賽 | 女子單打 | －            | 準決賽 |
| 2019年 | 荷蘭羽毛球國際賽           | 國際系列賽 | 女子單打 | －            | 準決賽 |
| 2019年 | 阿爾及利亞羽毛球國際賽     | 國際系列賽 | 女子單打 | －            | 亞軍   |
| 2020年 | 歐洲羽毛球男女子團體錦標賽 | 其他       | 女子團體 | －            | 季軍   |
| 2021年 | 歐洲羽毛球混合團體錦標賽   | 其他       | 混合團體 | －            | 亞軍   |
| 2021年 | 奧地利羽毛球公開賽         | 國際系列賽 | 女子單打 | －            | 亞軍   |
| 2021年 | 西班牙羽毛球國際賽         | 國際挑戰賽 | 女子單打 | －            | 準決賽 |
| 2023年 | 葡萄牙羽毛球國際賽         | 國際系列賽 | 女子單打 | －            | 準決賽 |

| 2007-2017年 | 首要超級賽 | 超級賽 | 黃金大獎賽 | 大獎賽 | 國際挑戰賽 | 國際系列賽 | 未來系列賽 | 其他 |

| 2018-2026年 | 總決賽 | 超級1000賽 | 超級750賽 | 超級500賽 | 超級300賽 | 超級100賽 | 國際挑戰賽 | 國際系列賽 | 未來系列賽 | 其他 |